# Reprezentacja Grenlandii w piłce siatkowej mężczyzn
Reprezentacja Grenlandii w piłce siatkowej mężczyzn – narodowa reprezentacja tego kraju, reprezentująca go na arenie międzynarodowej. Na razie nie wystąpiła na mistrzostwach świata.

## Rozgrywki międzynarodowe
Mistrzostwa Europy małych państw:
- 2000 - 2004 - nie brała udziału
- 2007 -  7.
- 2009 - 2017 - nie brała udziału
- 2019 - 4.

Island Games:
- 1993 - 4.
- 2009 -  3.